# Station Ścinawa Mała
Station Ścinawa Mała is een spoorwegstation in de Poolse plaats Ścinawa Mała.